# Simon Berry
Simon Berry (znany pod pseudonimem Art of Trance) – DJ pochodzący z Anglii, tworzący muzykę trance i acid trance.
Zasłynął z kawałków, Easter Island", "Kaleidoscope", "Madagascar", a utwór "Stealth" został wykorzystany do gry komputerowej Midnight Club II.
Oprócz tego Simon jest współtwórcą i kierownikiem wytwórni płytowej Platipus Records.

## Dyskografia

### Albumy
- 1996 Wildlife On One 1996
- 1999 Voice of Earth 1999
- 2009 Retrospective 2009

### Single
- 1993 Vicious Circles
- 1993 Cambodia
- 1993 Deeper Than Deep
- 1993 Gloria
- 1993 The Colours
- 1995 Octopus/Orange
- 1996 Wildlife On One
- 1997 Kaleidoscope
- 1998 Madagasga
- 1999 Breath
- 1999 Easter Island
- 1999 Madagascar
- 2000 Vicious Circles
- 2000 Monsoon
- 2001 Killamanjaro
- 2002 Love Washes Over
- 2004 Mongoose
- 2004 Turkish Bizzare
- 2005 Madagascar/Monsoon
- 2006 Persia
- 2009 Madagascar 2009
- 2009 Swarm

### Remiksy
- 1993 Art of Trance - Deeper Than Deep
- 1994 Velocity - Lust
- 1998 The Young Braves - Warriors Groove
- 1999 Quietman - Tranquil
- 1999 Yello vs. Hardfloor - Vicious Games
- 2001 Moogwai - The Labyrinth
- 2002 Indiana - Do You Hear Me
- 2002 John Occlusion vs. Johen - Psycho Drums
- 2003 Jan Johnston - Calling Your Name
- 2004 Tekara - Wanna Be An Angel